# Сексміт
Сексміт (англ. Sexsmith) — містечко в Канаді, у провінції Альберта, у складі муніципального району Ґранд-Прері № 1.

## Населення
За даними перепису 2016 року, містечко нараховувало 2620 осіб, показавши зростання на 8,4%, порівняно з 2011-м роком. Середня густина населення становила 197,9 осіб/км².
З офіційних мов обидвома одночасно володіли 95 жителів, тільки англійською — 2 525. Усього 130 осіб вважали рідною мовою не одну з офіційних, з них 5 — одну з корінних мов, а 5 — українську.
Працездатне населення становило 1 410 осіб (76,6% усього населення), рівень безробіття — 10,3% (13,7% серед чоловіків та 7% серед жінок). 89% осіб були найманими працівниками, а 9,9% — самозайнятими.
Середній дохід на особу становив $55 575 (медіана $45 978), при цьому для чоловіків — $73 599, а для жінок $37 327 (медіани — $71 040 та $28 160 відповідно).
31% мешканців мали закінчену шкільну освіту, не мали закінченої шкільної освіти — 19,6%, 48,9% мали післяшкільну освіту, з яких 18,9% мали диплом бакалавра, або вищий.
| Статево-вікова структура населення | Статево-вікова структура населення | Статево-вікова структура населення | Статево-вікова структура населення | Статево-вікова структура населення |
| ---------------------------------- | ---------------------------------- | ---------------------------------- | ---------------------------------- | ---------------------------------- |
|                                    |                                    |                                    |                                    |                                    |
| Всього                             | Всього                             | 50,0%                              |                                    |                                    |
| 0 — 14 років                       | 0 — 14 років                       |                                    | 29,9%                              | 29,9%                              |
| 15 — 64 років                      | 15 — 64 років                      |                                    | 63,8%                              | 63,8%                              |
| 65 і більше                        | 65 і більше                        |                                    | 6,3%                               | 6,3%                               |
| 85 і більше                        | 85 і більше                        |                                    | 0,6%                               | 0,6%                               |
| Середній вік (років)               | Середній вік (років)               | 30,530,9                           | 30,7                               | 30,7                               |
| Медіана (років)                    | Медіана (років)                    | 29,830,2                           | 30,0                               | 30,0                               |
| — чоловіки — жінки                 |                                    |                                    |                                    |                                    |

| Походження мешканців:     | Походження мешканців:     | Походження мешканців: | Походження мешканців: | Походження мешканців: |
| ------------------------- | ------------------------- | --------------------- | --------------------- | --------------------- |
| Походження                |                           |                       | осіб                  | %                     |
| Корінні американці        | Корінні американці        |                       | 345                   | 13.17%                |
| Інше північноамериканське | Інше північноамериканське |                       | 960                   | 36.64%                |
| Європейське               | Європейське               |                       | 2 175                 | 83.02%                |
| британське                | британське                |                       | 1 430                 | 54.58%                |
| французьке                | французьке                |                       | 430                   | 16.41%                |
| українське                | українське                |                       | 395                   | 15.08%                |
| Латинськоамериканське     | Латинськоамериканське     |                       | 10                    | 0.38%                 |
| Карибське                 | Карибське                 |                       | 10                    | 0.38%                 |
| Африканське               | Африканське               |                       | 20                    | 0.76%                 |
| Азійське                  | Азійське                  |                       | 35                    | 1.34%                 |
| Океанійське               | Океанійське               |                       | 10                    | 0.38%                 |

| Зайнятість населення за галузями (за класифікацією NOC): | Зайнятість населення за галузями (за класифікацією NOC): | Зайнятість населення за галузями (за класифікацією NOC): | Зайнятість населення за галузями (за класифікацією NOC): | Зайнятість населення за галузями (за класифікацією NOC): |
| -------------------------------------------------------- | -------------------------------------------------------- | -------------------------------------------------------- | -------------------------------------------------------- | -------------------------------------------------------- |
|                                                          |                                                          |                                                          |                                                          |                                                          |
| Управління                                               | Управління                                               |                                                          | 8,2%                                                     | 8,2%                                                     |
| Бізнес, фінанси та адміністрування                       | Бізнес, фінанси та адміністрування                       |                                                          | 11,8%                                                    | 11,8%                                                    |
| Природничі та прикладні науки                            | Природничі та прикладні науки                            |                                                          | 6,8%                                                     | 6,8%                                                     |
| Охорона здоров'я                                         | Охорона здоров'я                                         |                                                          | 3,6%                                                     | 3,6%                                                     |
| Освіта, правозахист, муніципальні та урядові служби      | Освіта, правозахист, муніципальні та урядові служби      |                                                          | 10,8%                                                    | 10,8%                                                    |
| Мистецтво, культура, відпочинок та спорт                 | Мистецтво, культура, відпочинок та спорт                 |                                                          | 1,8%                                                     | 1,8%                                                     |
| Роздрібна торгівля та послуги                            | Роздрібна торгівля та послуги                            |                                                          | 21,1%                                                    | 21,1%                                                    |
| Гуртова торгівля, транспорт та обладнання                | Гуртова торгівля, транспорт та обладнання                |                                                          | 25,8%                                                    | 25,8%                                                    |
| Природні ресурси, сільське господарство                  | Природні ресурси, сільське господарство                  |                                                          | 7,2%                                                     | 7,2%                                                     |
| Виробництво                                              | Виробництво                                              |                                                          | 3,6%                                                     | 3,6%                                                     |

## Клімат
Середня річна температура становить 1,8°C, середня максимальна – 20,5°C, а середня мінімальна – -20,9°C. Середня річна кількість опадів – 469 мм.
| Клімат поселення                              | Клімат поселення | Клімат поселення | Клімат поселення | Клімат поселення | Клімат поселення | Клімат поселення | Клімат поселення | Клімат поселення | Клімат поселення | Клімат поселення | Клімат поселення | Клімат поселення | Клімат поселення |
| Показник                                      | Січ.             | Лют.             | Бер.             | Квіт.            | Трав.            | Черв.            | Лип.             | Серп.            | Вер.             | Жовт.            | Лист.            | Груд.            |                  |
| Середній максимум, °C                         | −8,1             | −4,92            | 1,20             | 10,27            | 16,24            | 20,14            | 20,50            | 19,51            | 14,66            | 8,82             | −1,87            | −7,19            |                  |
| Середня температура, °C                       | −14,5            | −11,3            | −5,19            | 3,88             | 9,84             | 13,74            | 15,59            | 14,61            | 9,75             | 3,90             | −6,78            | −12,1            |                  |
| Середній мінімум, °C                          | −20,89           | −17,69           | −11,58           | −2,52            | 3,45             | 7,33             | 10,67            | 9,69             | 4,83             | −1,02            | −11,69           | −17,02           |                  |
| Норма опадів, мм                              | 33               | 20               | 19               | 22               | 41               | 77               | 71               | 63               | 43               | 27               | 28               | 25               |                  |
| Середньомісячна швидкість вітру, м/с          | 3.00             | 3.00             | 3.22             | 3.52             | 3.61             | 3.40             | 3.02             | 2.94             | 3.24             | 3.50             | 3.11             | 3.13             |                  |
| Середньомісячна сонячна радіація, кДж/м²·день | 2693             | 6001             | 11391            | 16589            | 19934            | 21657            | 21439            | 17580            | 11531            | 6350             | 3046             | 1927             |                  |
| --------------------------------------------- | ---------------- | ---------------- | ---------------- | ---------------- | ---------------- | ---------------- | ---------------- | ---------------- | ---------------- | ---------------- | ---------------- | ---------------- | ---------------- |
| Джерело:                                      |                  |                  |                  |                  |                  |                  |                  |                  |                  |                  |                  |                  |                  |

## Галерея

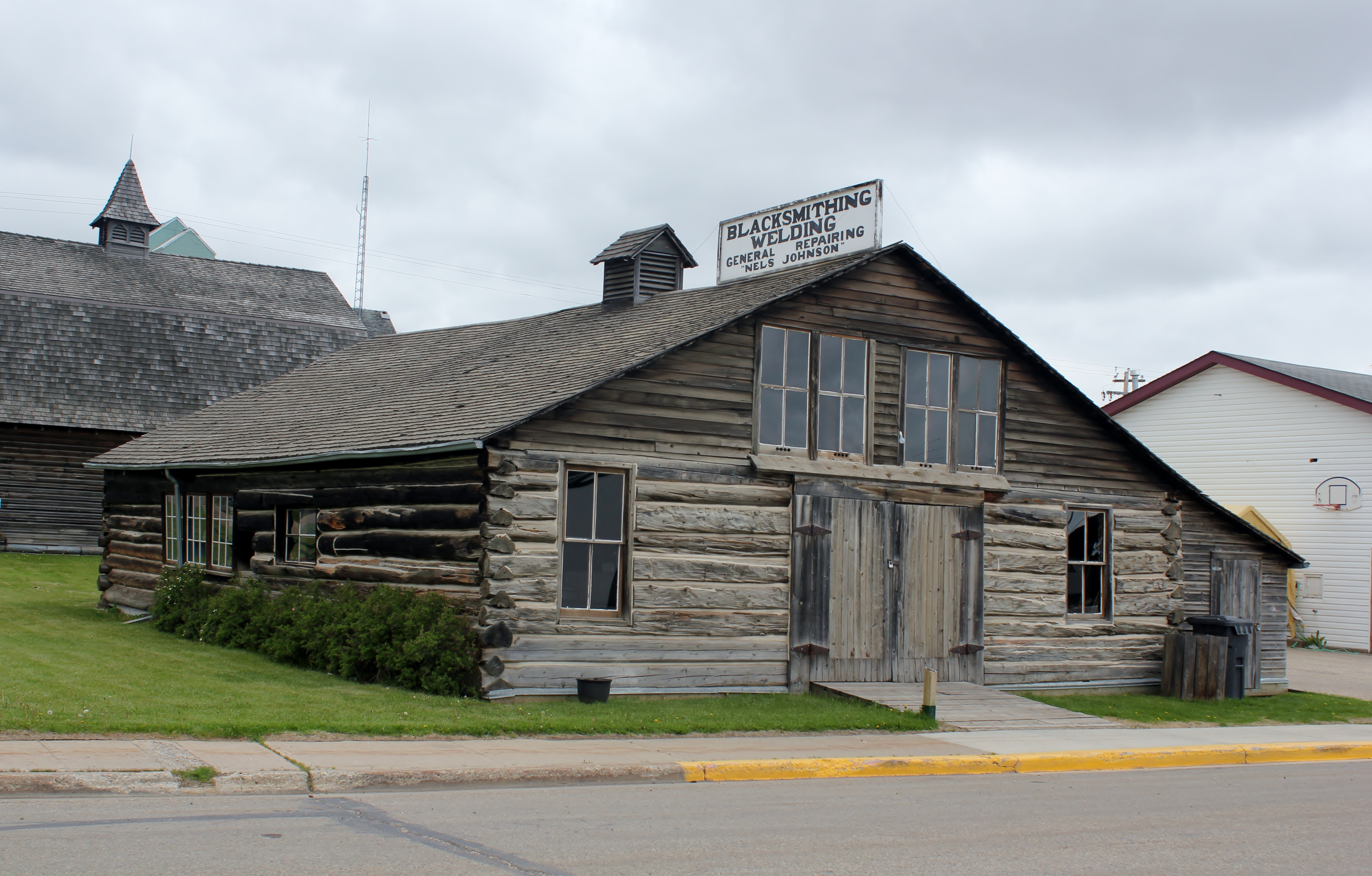
Музей ковальства
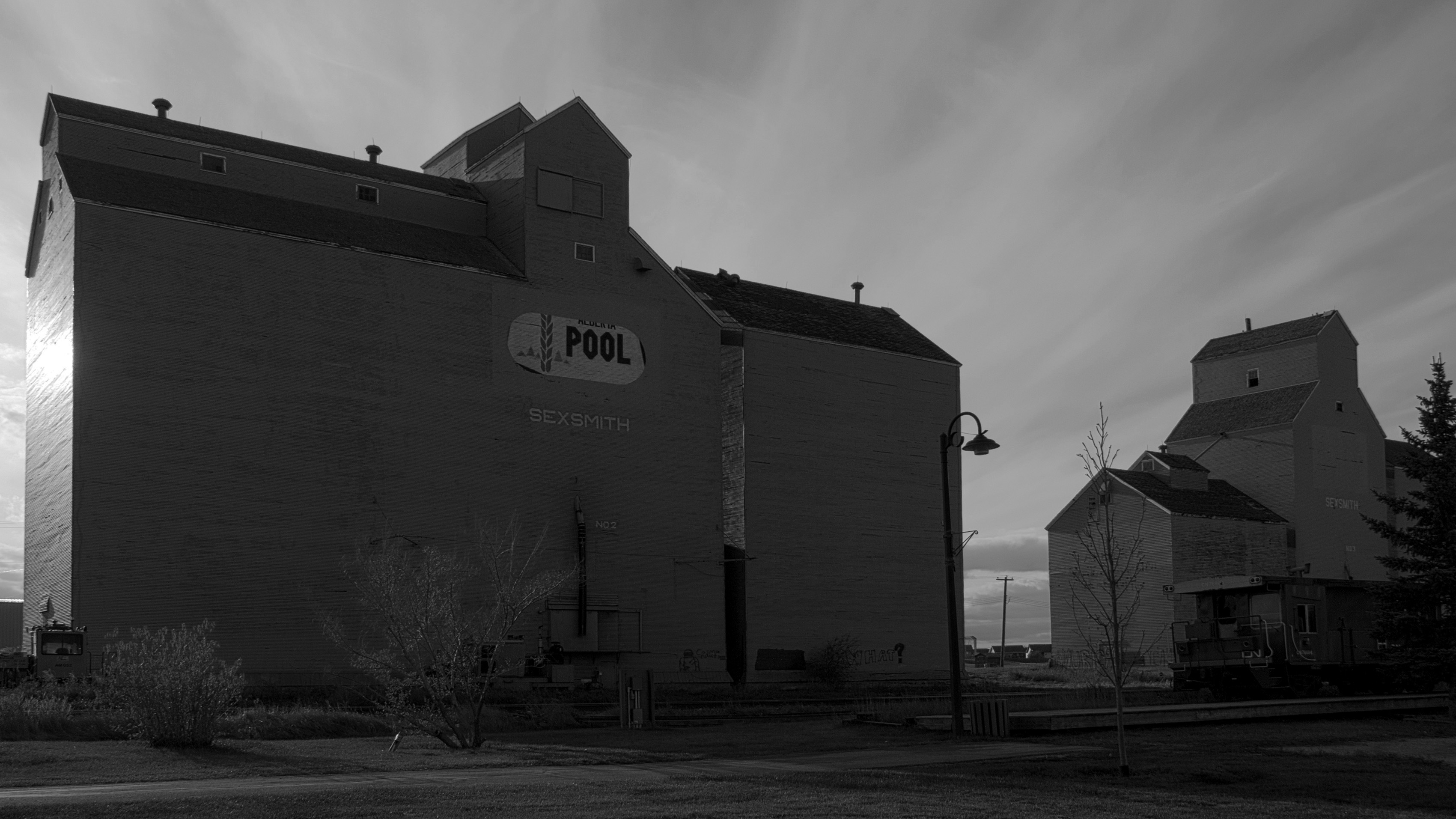
Елеватор
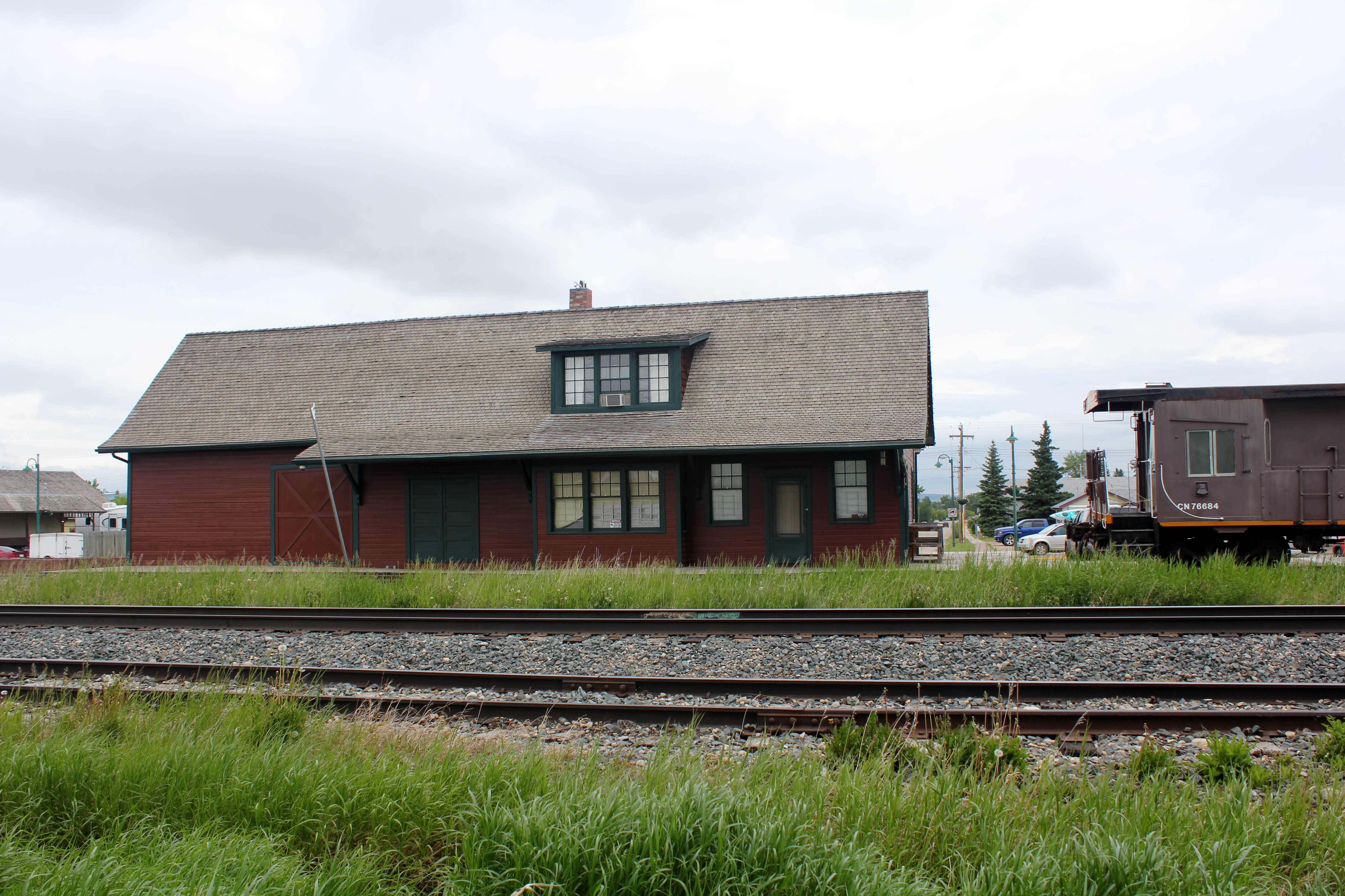
Історична залізнична станція — національна пам’ятка історії